# Galáxia Anã de Reticulum II
A Galáxia Anã de Reticulum II (ou Reticulum 2) é uma galáxia anã satélite da Via Láctea e faz parte do Grupo Local. Ela foi descoberta em 2015 por meio da análise de imagens do The Dark Energy Survey. Encontra-se na constelação de Reticulum, localizada a 30 kpc da Terra. Reticulum II é alongada, possuindo uma razão axial de 0,6. Seu tamanho é determinado por uma distância de meia-luz de 30 pc. Isto é demasiado grande para ser um aglomerado globular.